# Miloslav Bednařík
Miloslav Bednařík (30. ledna 1965, Olomouc – 16. června 1989, Brno) byl sportovní střelec, reprezentant Československa, olympionik, který získal stříbrnou medaili z olympijských her.
Byl dvojnásobným mistrem světa v trapu, přičemž první titul získal ve dvaceti letech a o rok později ho obhájil. V červnu 1989, tedy necelý rok po úspěchu na olympiádě, zahynul při dopravní nehodě na motocyklu, když narazil na brněnské Olomoucké ulici do vozu popelářů.
Motocykl Suzuki, který se mu stal osudným, si pořídil za odměnu získanou za olympijskou medaili. Byl mezi přáteli velmi oblíben, na jeho pohřbu na židenickém hřbitově se sešlo asi 3 000 lidí. Na jeho počest je v Brně pojmenovaná ulice „Bednaříkova“ a každoročně se zde koná „Memoriál Miloslava Bednaříka“ v brokové střelbě.

## Úspěchy na MS
- 1985 Montecatini (Itálie) - 1. místo (trap)
- 1986 Suhl (NDR) - 1. místo (trap)